# Skeleton-Europacup 2008/09
Der Skeleton-Europacup 2008/09 war eine von der Fédération Internationale de Bobsleigh et de Tobogganing (FIBT) veranstaltete Rennserie im Skeleton. Er wurde zum neunten Mal ausgetragen und umfasste acht Wettbewerbe an fünf Wettkampforten. Er gehörte gemeinsam mit dem Intercontinentalcup sowie dem America’s Cup zum Unterbau des Weltcups.
Startberechtigt waren bei den Herren jeweils vier Athleten aus Deutschland, Österreich, der Schweiz und Italien. Alle restlichen Nationen aus Europa und alle afrikanischen Staaten hatten ein Anrecht auf drei Startplätze, die übrigen Nationen auf zwei. Bei den Frauen waren jeweils vier Startplätze für Athletinnen aus Russland, Deutschland, Italien und Rumänien reserviert. Bei den weiteren Startplätzen galten dieselben Bestimmungen wie bei den Männern.

## Männer

### Veranstaltungen
| Datum             | Ort        | Sieger          | Zweiter            | Dritter            |
| ----------------- | ---------- | --------------- | ------------------ | ------------------ |
| 05. Dezember 2008 | Winterberg | Sebastian Haupt | John Daly          | Daniel Lingenauber |
| 12. Dezember 2008 | Altenberg  | Sebastian Haupt | John Fairbairn     | John Daly          |
| 13. Dezember 2008 | Altenberg  | Sebastian Haupt | John Daly          | Alexander Rotte    |
| 20. Dezember 2008 | Igls       | Sebastian Haupt | Markus Penz        | Steffen Rothacker  |
| 20. Dezember 2008 | Igls       | Kevin Ellis     | John Fairbairn     | Sebastian Haupt    |
| 21. Dezember 2008 | Igls       | John Daly       | Sebastian Haupt    | John Fairbairn     |
| 22. Januar 2009   | St. Moritz | John Daly       | Hiroatsu Takahashi | Charles Wlodarczak |
| 31. Januar 2009   | Cesana     | Sebastian Haupt | Alexander Rotte    | John Daly          |

### Männer-Einzelwertung
| Platz | Sportler           | Land               | Punkte |
| ----- | ------------------ | ------------------ | ------ |
| 1     | Sebastian Haupt    | Deutschland        | 545    |
| 2     | John Daly          | Vereinigte Staaten | 430    |
| 3     | Alexander Rotte    | Deutschland        | 364    |
| 4     | John Fairbairn     | Kanada             | 318    |
| 5     | Steffen Rothacker  | Deutschland        | 309    |
| 6     | Andrei Swistow     | Russland           | 249    |
| 7     | Yūki Sasahara      | Japan              | 226    |
| 8     | Daniel Lingenauber | Deutschland        | 219    |
| 9     | Anton Batujew      | Russland           | 219    |
| 10    | Charles Wlodarczak | Kanada             | 203    |

## Frauen

### Veranstaltungen
| Datum             | Ort        | Sieger             | Zweiter        | Dritter                     |
| ----------------- | ---------- | ------------------ | -------------- | --------------------------- |
| 05. Dezember 2008 | Winterberg | Delia Andreea Ivas | Sarah Sartor   | Olga Potylizyna             |
| 12. Dezember 2008 | Altenberg  | Sarah Sartor       | Sophia Griebel | Jelena Judina               |
| 13. Dezember 2008 | Altenberg  | Sarah Sartor       | Sophia Griebel | Jelena Judina               |
| 20. Dezember 2008 | Igls       | Jelena Judina      | Tina Hermann   | Sarah Sartor                |
| 20. Dezember 2008 | Igls       | Jelena Judina      | Sarah Sartor   | Maria Mazilu                |
| 21. Dezember 2008 | Igls       | Jelena Judina      | Tina Hermann   | Sophia Griebel Maria Mazilu |
| 22. Januar 2009   | St. Moritz | Sophia Griebel     | Sarah Sartor   | Lanette Prediger            |
| 31. Januar 2009   | Cesana     | Sarah Sartor       | Jelena Judina  | Sophia Griebel              |

### Frauen-Einzelwertung
| Platz | Sportler           | Land        | Punkte |
| ----- | ------------------ | ----------- | ------ |
| 1     | Sarah Sartor       | Deutschland | 520    |
| 2     | Jelena Judina      | Russland    | 486    |
| 3     | Sophia Griebel     | Deutschland | 417    |
| 4     | Tina Hermann       | Deutschland | 396    |
| 5     | Katharina Hamann   | Deutschland | 337    |
| 6     | Michelle Bartleman | Kanada      | 319    |
| 7     | Lanette Prediger   | Kanada      | 298    |
| 8     | Marija Orlowa      | Russland    | 272    |
| 9     | Olga Potylizyna    | Russland    | 267    |
| 10    | Olga Nikandrowa    | Russland    | 246    |